# Pedagógusok Lapja
A Pedagógusok lapja a Pedagógusok Szakszervezetének (PSZ) hírlapja és hírlevele. Alapítva: 1945.
Kiadója a Pedagógusok Szakszervezete Országos Irodája. Felelős kiadó: az elnök.
A folyóirat a közszféra, a közoktatás és a szakszervezeti élet fontos, aktuális kérdéseivel foglalkozik.
1998-tól 2009-ig a Pedagógusok Lapja főszerkesztője Árok Antal volt.

## Elérhetőségek
- Szerkesztőség: Budapest, Városligeti fasor 10.
- Levélcím: 1417 Budapest, Postafiók 11.
- Központi telefon: 322-8452-től 56-ig
- E-mail: pedlap@pedagogusok.hu

## Szerkesztőség
- Főszerkesztő: Varga Stella
- Technikai szerkesztő: Márfiné Béczi Erika

## Hivatalos oldal
- Pedagógusok lapja Archiválva 2018. július 21-i dátummal a Wayback Machine-ben

## Lapszemle
- A Pedagógusok Szakszervezete (PSZ)